# Aulacopalpus pygidialis
Aulacopalpus pygidialis är en skalbaggsart som beskrevs av Ohaus 1905. Aulacopalpus pygidialis ingår i släktet Aulacopalpus och familjen Rutelidae. Inga underarter finns listade.